# لیائونینگ چنگدا
لیائونینگ چنگدا (به چینی: 辽宁成大股份有限公司) شرکت خوشه‌ای چینی است، که در زمینه تجارت، صادرات و واردات محصولات کشاورزی، کود، داروهای شیمیایی، محصولات زیستی، واکسن، همچنین ارائه خدمات لیزینگ، انبارداری و توسعه املاک و مستغلات فعالیت می‌کند.
شرکت لیائونینگ چنگدا در سال ۱۹۹۳ تأسیس شد. دفتر مرکزی این شرکت در شهر دالیان، لیائونینگ قرار دارد و بخشی از سهام آن در بازار بورس شانگهای معامله می‌شود.